# Каратак
Каратак (брит. *Caratācos, др.-греч. Καράτακος, лат. Caractacus) — исторический персонаж, вождь бриттского племени катувеллаунов, по преданию, сын короля Кунобелина из Каталодунума. Вероятно, прототип Карадога, персонажа валлийских легенд.

## Биография
Каратак был одним из наиболее известных вождей кельтов в Британии, когда римляне при императоре Клавдии стали завоёвывать эту страну.
После завоевания римлянами Британии Каратак встал во главе воинственных горных народов Уэльса — силуров и ордовиков и оказал римлянам серьёзное сопротивление, когда те в 50 году под командованием легата Публия Остория Скапулы направили в Уэльс свои войска. Каратак был, однако, побеждён, бежал к бригантам, которых он стал уговаривать начать войну против римлян. Однако их правительница Картимандуя приказала заковать Каратака и выдала Публию Осторию Скапуле, который отослал его в 51 году в Рим. Там его вызывающая речь перед сенаторами настолько впечатлила их, что ему сохранили жизнь и разрешили навсегда остаться жить в Риме вместе со своей семьёй.
Скончался Каратак в 54 году.

## Речь Каратака
Если б я был, пока мне сопутствовала удача, столь же умерен в своих притязаниях, как знатен и взыскан судьбою, я бы прибыл в ваш город скорее в качестве друга, чем пленника, и ты бы, Цезарь, не погнушался заключить мир и союз с потомком прославленных предков и повелителем многих народов. И если мой нынешний жребий для меня унизителен, то тебе, напротив, он прибавил величия. У меня были кони, воины, оружие, власть; нужно ли удивляться, что всего этого я лишился не по своей воле? Если вы хотите всеми повелевать, то следует ли из этого, что все обязаны безропотно становиться рабами? Если бы я беспрекословно и сразу отдался под твою руку, то и моя участь не обрела бы известности и ты не обрел бы новой славы победою надо мной. Моя казнь вскоре будет забыта, но если ты оставишь мне жизнь, я навеки стану примером твоего милосердия».Тацит. Анналы. XII, 37